# Dulce Chacón
Dulce Chacón (Zafra, 3 de junho de 1954 — Madrid, 3 de dezembro de 2003) foi uma escritora espanhola.

## Prêmios
- Premio de Poesía Ciudad de Irún, por Contra el desprestigio de la altura, 1995
- XXIV Premio Azorín, por Cielos de barro, 2000
- Premio Libro del Año 2002, por La voz dormida

## Livros
Poesia
- Querrán ponerle nombre (1992)
- Las palabras de la piedra (1993)
- Contra el desprestigio de la altura (1995)
- Matar al ángel (1999)
- Cuatro gotas (2003)

Romance
- Algún amor que no mate (1996)[2]
- Blanca vuela mañana
- Háblame, musa, de aquel varón (1998)
- Cielos de barro (2000)
- La voz dormida (2002)

Teatro
- Algún amor que no mate
- Segunda mano, 1998